# Sørup (Ringsted Kommune)
 For alternative betydninger, se Sørup. (Se også artikler, som begynder med Sørup)
Sørup er en gammel hovedgård 6 km syd for Ringsted på Sjælland.. Den nævnes første gang i 1348 og ligger i Vetterslev Sogn, Ringsted Kommune. Hovedbygningen er opført i nybarok stil 1909 ved Gotfred Tvede efter en brand, og der er i dag et hotel under navnet Sørup Herregaard.
Sørup Gods er på 350 hektar

## Ejere af Sørup
- (1348-1381) Kronen
- (1381-1398) Jacob Nielsen
- (1398) Peder Jensen Sparre
- (1398-1419) Torben Pedersen Sparre
- (1419-1425) Karl Nielsen Gris
- (1425-1456) Jacob Jep Jensen
- (1456-1485) Christoffer Jensen Basse
- (1485-1510) Basse Christoffersen Basse
- (1510-1530) Christoffer Basse
- (1530-1582) Erik Basse
- (1582-1639) Peder Eriksen Basse
- (1639-1642) Slægten Basse
- (1642-1650) Elisabeth Gyldenløve
- (1650-1667) Jochum Grabow
- (1667-1672) Anne Hansdatter Steensen
- (1672-1713) Bolle Luxdorph
- (1713-1736) Adam Christopher von Knuth
- (1736-1747) Ida Margrethe Reventlow gift Knuth
- (1747-1797) Conrad Ditlev von Knuth
- (1797-1813) Jens Dahl
- (1813-1828) Heinrich Callisen
- (1828-1881) Thor Muus
- (1881-1907) W.H. Muus
- (1907-1918) Frederik greve Brockenhuus-Schack
- (1918) P. Madelung
- (1918-1923) Justus Ulrich
- (1923-1949) W. Harrsen
- (1949-1981) Sørup A/S v/a Højgård
- (1981-2000) Sørup Avlsgård A/S V/A Ole Christiansen
- (2000-) Sørup Avlsgård A/S v/a Enke Fru Lene Christiansen